# Грузинский, Пётр Николаевич
Пётр Николаевич Грузинский (19 (31) декабря 1837, Курск — 20 мая (1 июня) 1892) — живописец-баталист и жанрист, академик Императорской Академии художеств.

## Биография
Пётр Грузинский родился в городе Курске, в семье небогатого русского помещика. С детских лет обнаружил влечение к живописи. Сначала самоучкой занимался рисованием в родительском доме. В 1851 году поступил сначала в среднее воспитательное училище Петербургской Академии художеств, а затем окончил полный курс Академии в 1863 году, проучившись в ней 12 лет. Главным наставником П. Н. Грузинского был профессор Б. П. Виллевальде.
В 1860 году получил малую золотую медаль за картину «Цыганский табор», а в 1862 году был удостоен большой золотой медали за картину «Взятие Гуниба», после чего был отправлен за границу в качестве пенсионера академии. В Париже написал картину «Пикет зуавов на маневрах во Франции», которая была приобретена академией, и «Рынок в Фонтенебло», обратившую на себя внимание публики на академической выставке 1872 года.
В 1864 году Пётр Николаевич Грузинский приезжал из Парижа в Россию для путешествия на Кавказ с целью рисования этюдов с натуры, изучения местных типов и вообще сбора материалов для задуманной картины «Оставление горцами аулов при приближении русских войск», предназначенной для Всемирной парижской выставки. За эту картину в 1872 году по окончательном возвращении своём в Санкт-Петербург Грузинский получил звание академика.
Позднейшие его работы до 1890 года: «Сцена из деревенского быта», «Сенокос в Малороссии», «Загородная прогулка», «Масленица», «Тройка», «Встреча возвращающихся из церкви новобрачных», «Переселение горцев на Кавказе» и др.
Скончался 20 мая (1 июня) 1892 года. Похоронен на городском кладбище в Павловске. Надгробие и место захоронения не сохранилось.

## Произведения
В собрании Одесского художественного музея:
- Пикет зуавов на маневрах во Франции. 1864.
- Переправа на волах. 1873.
- Метель. 1877.
- Водовоз. 1878.
- Итальянские нищие.
- Нищий музыкант.

В открытой продаже:
- Застава. 1883

## Галерея

Примеры работ П. Н. Грузинского
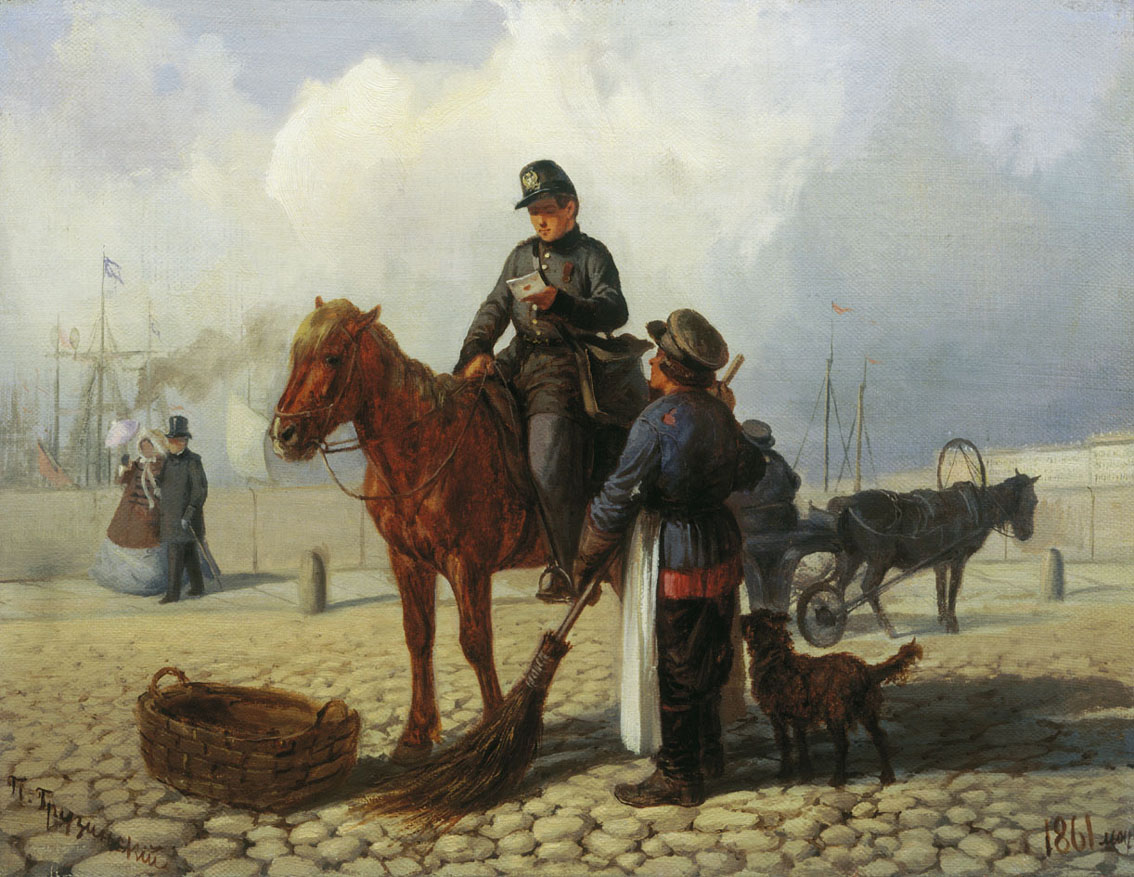
Почтальон (1861)
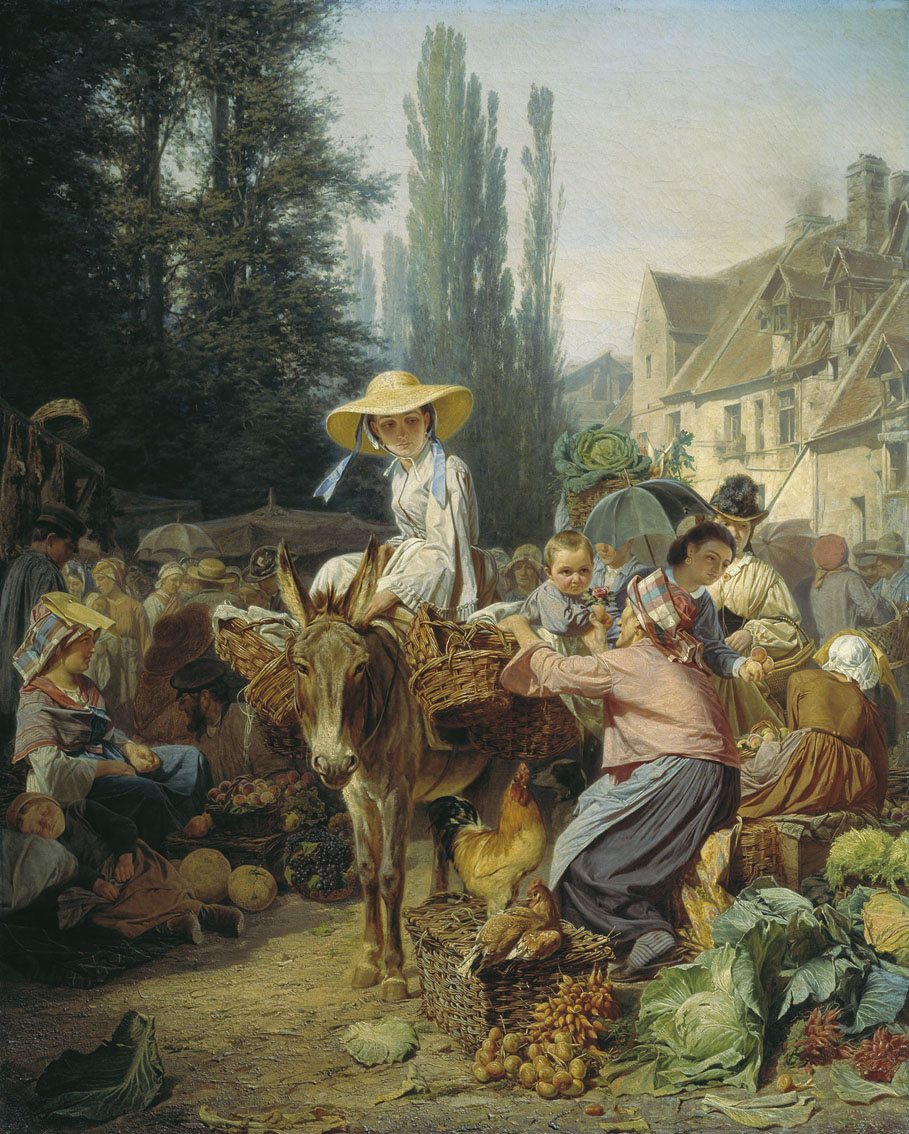
Рынок в Фонтенбло (1864)
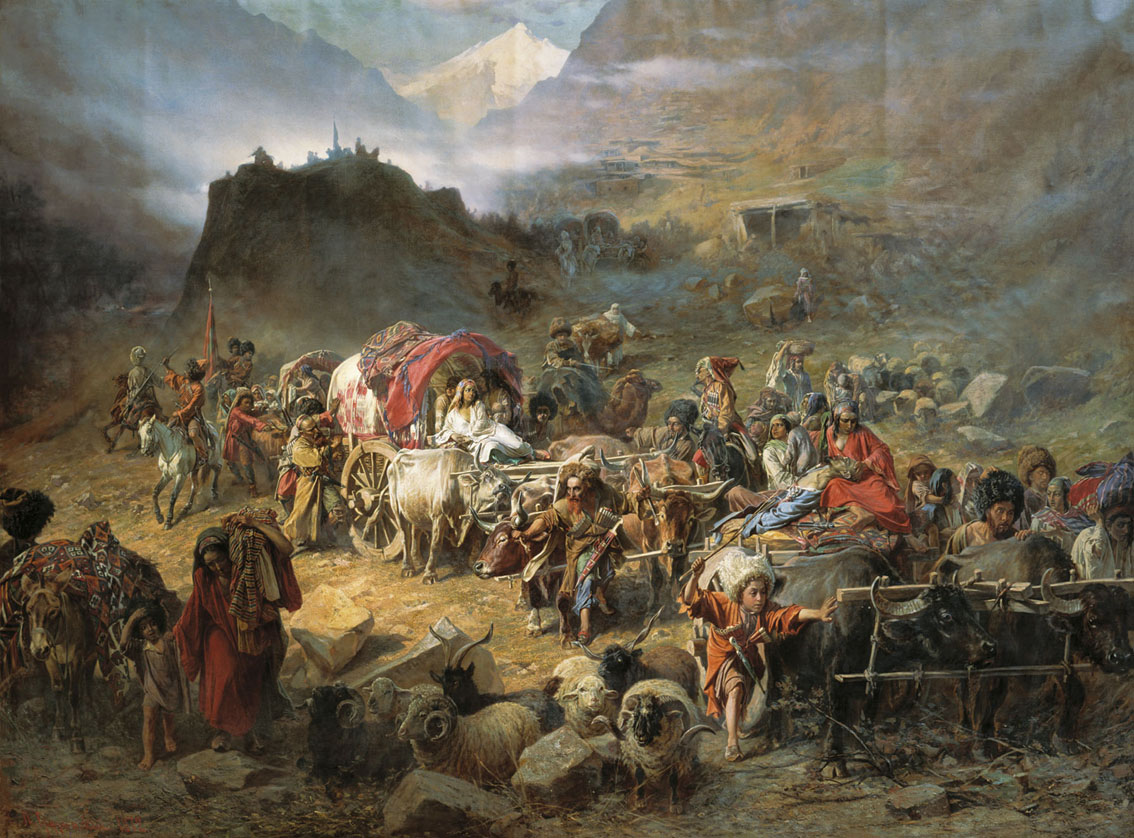
Оставление горцами аула при приближении русских войск (1872)
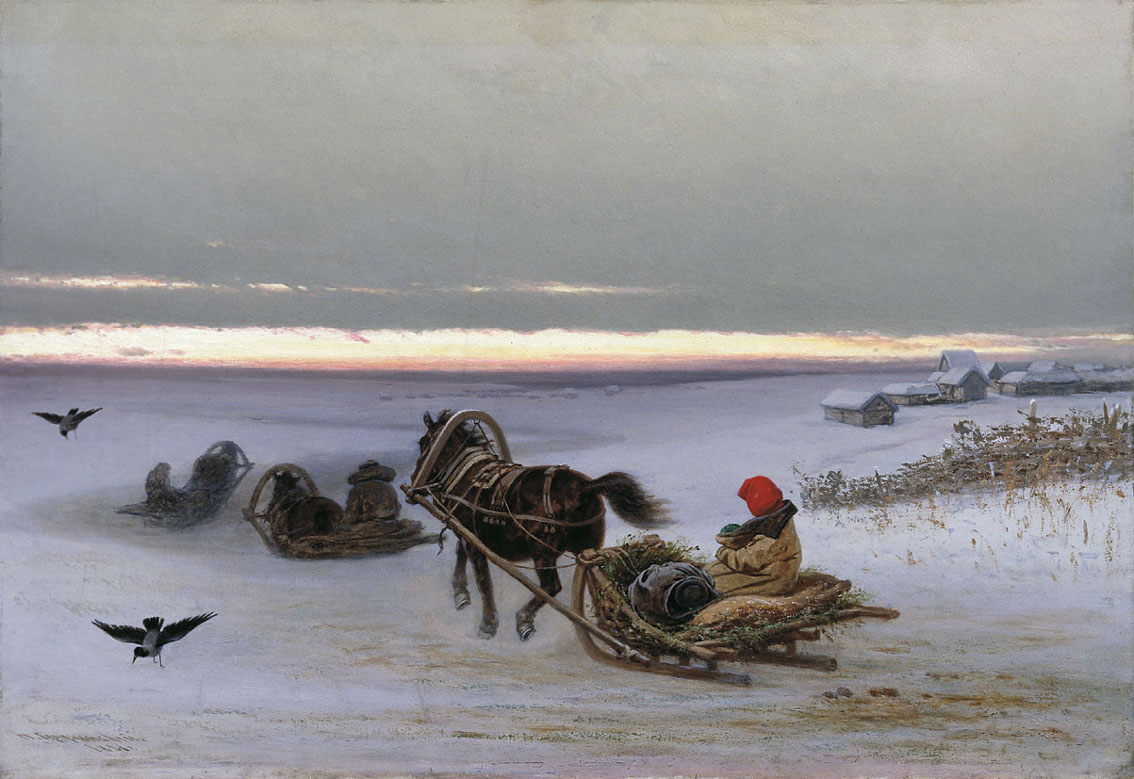
Домой (1881)
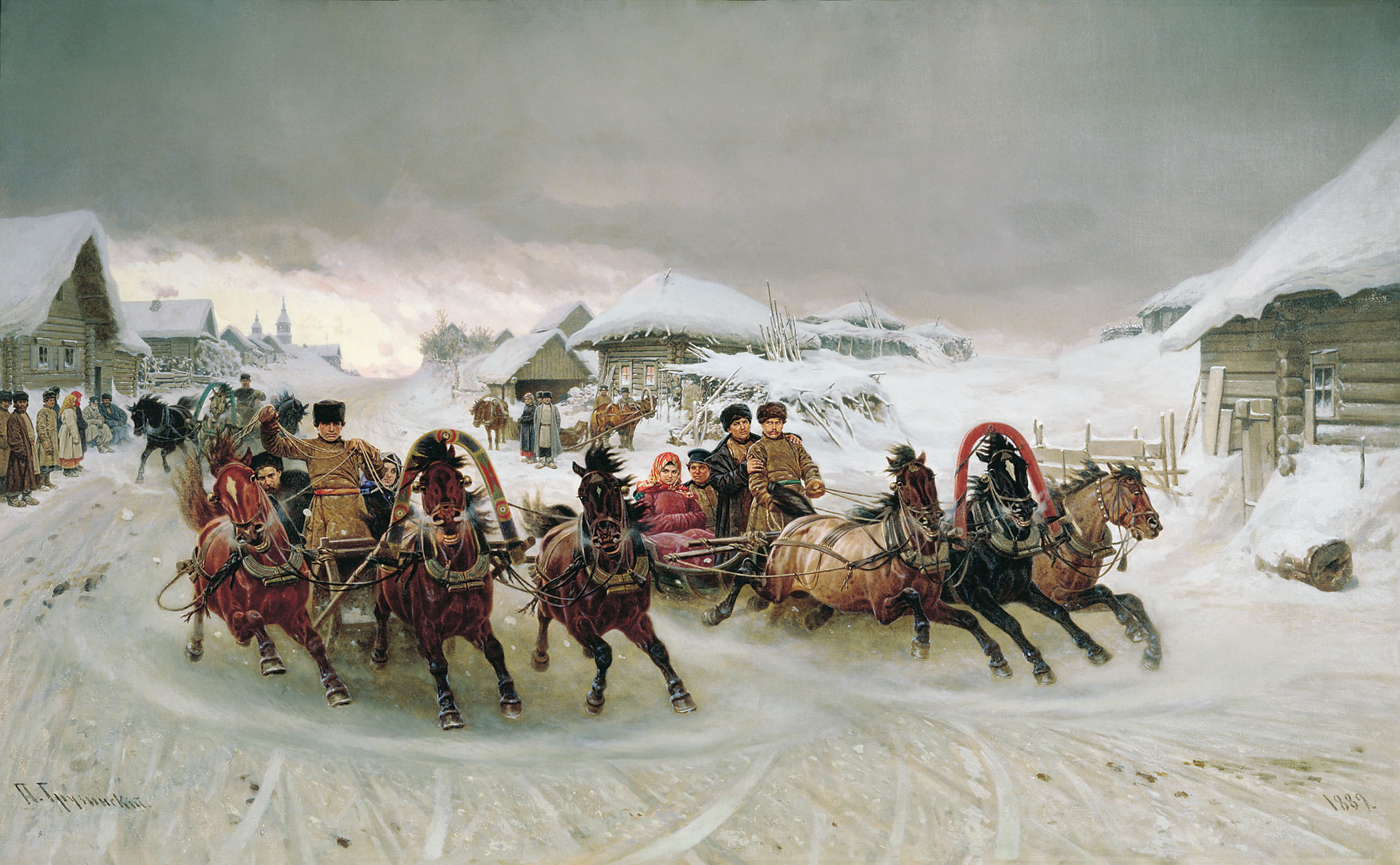
Масленица (1889)